# Eucalyptus coccifera
Eucalyptus coccifera är en myrtenväxtart som beskrevs av Joseph Dalton Hooker. Eucalyptus coccifera ingår i släktet Eucalyptus och familjen myrtenväxter. Inga underarter finns listade i Catalogue of Life.

## Bildgalleri

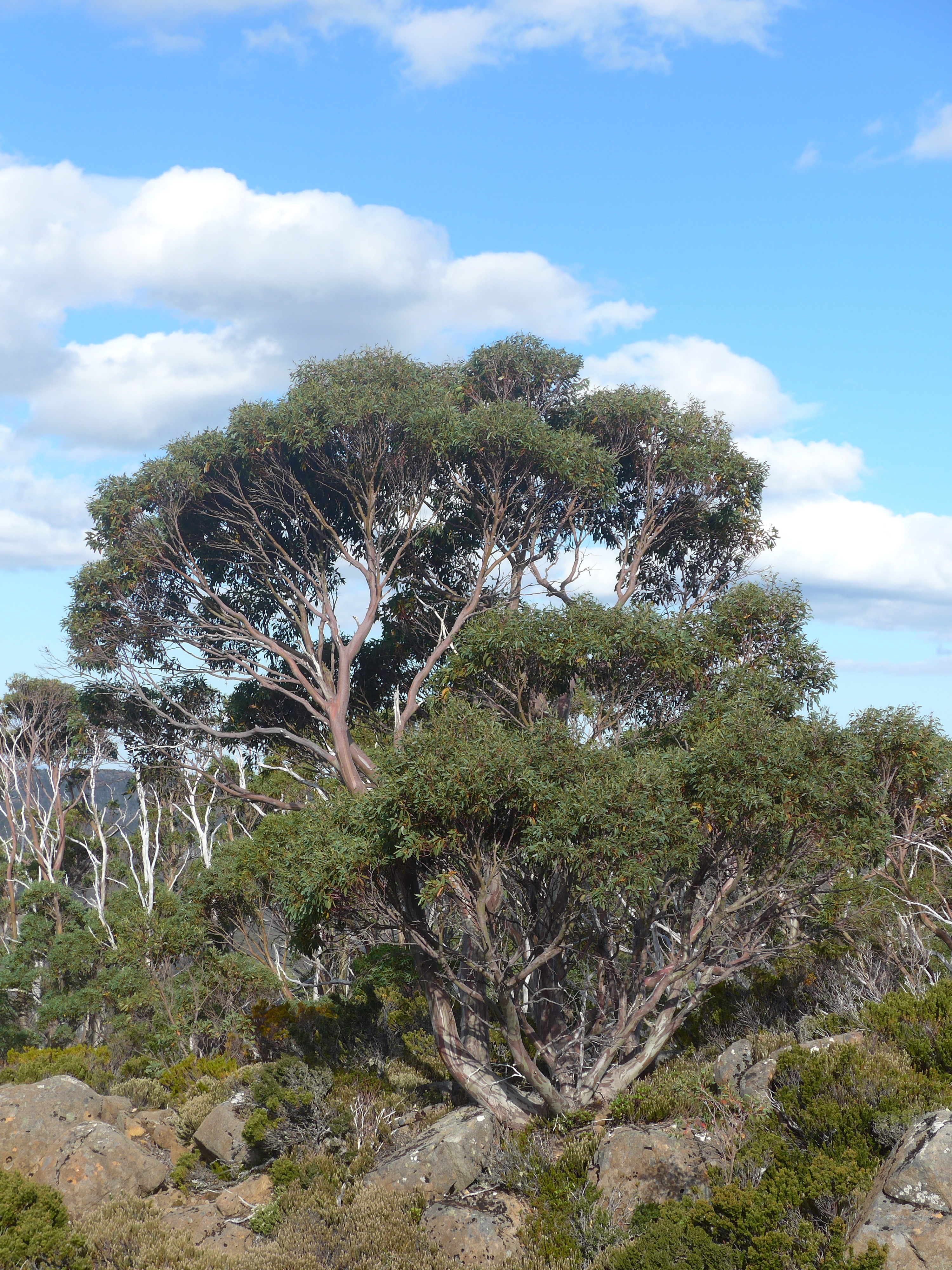
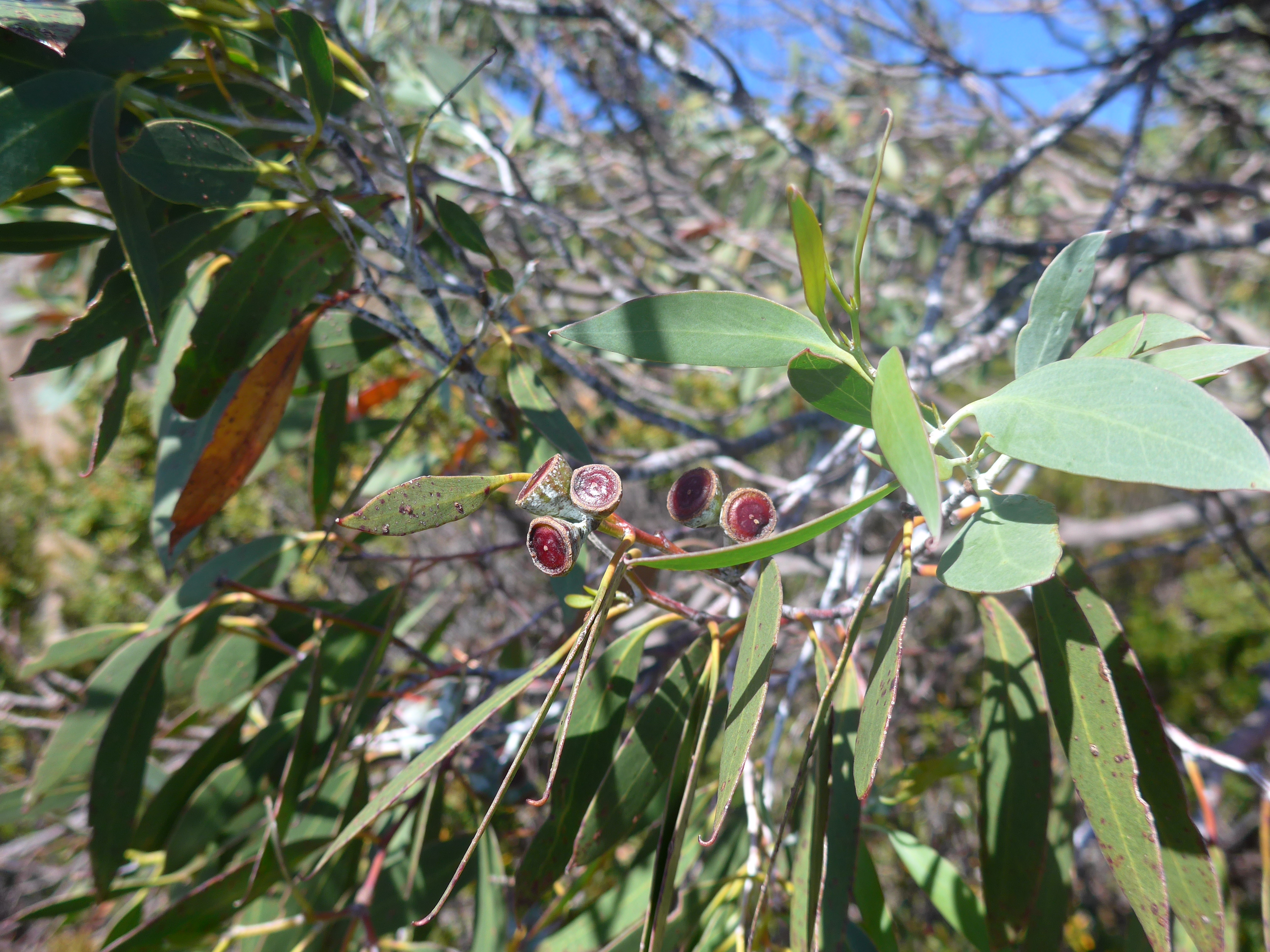
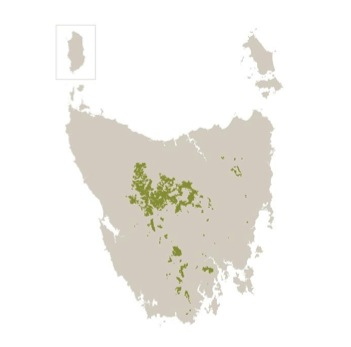
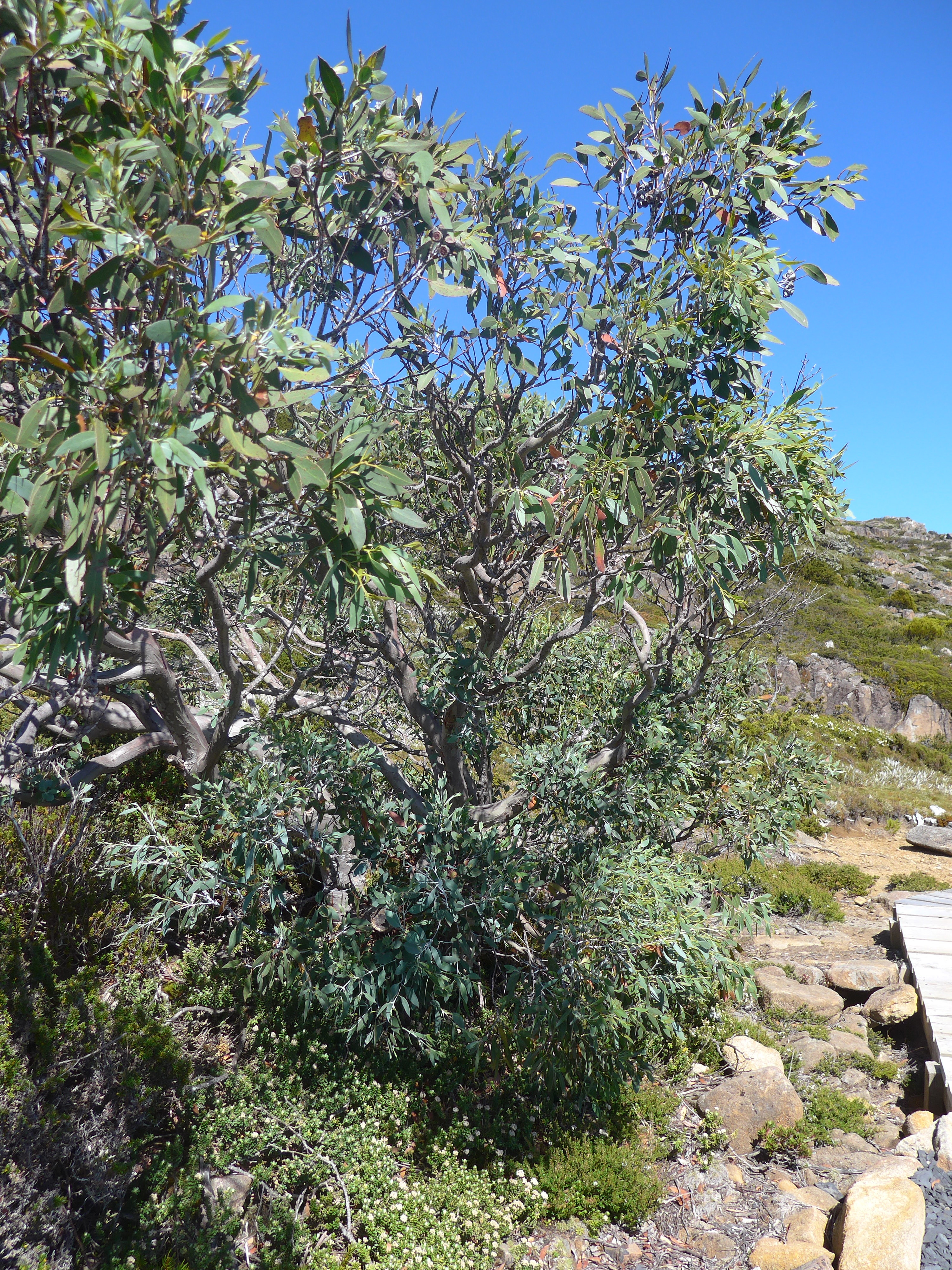
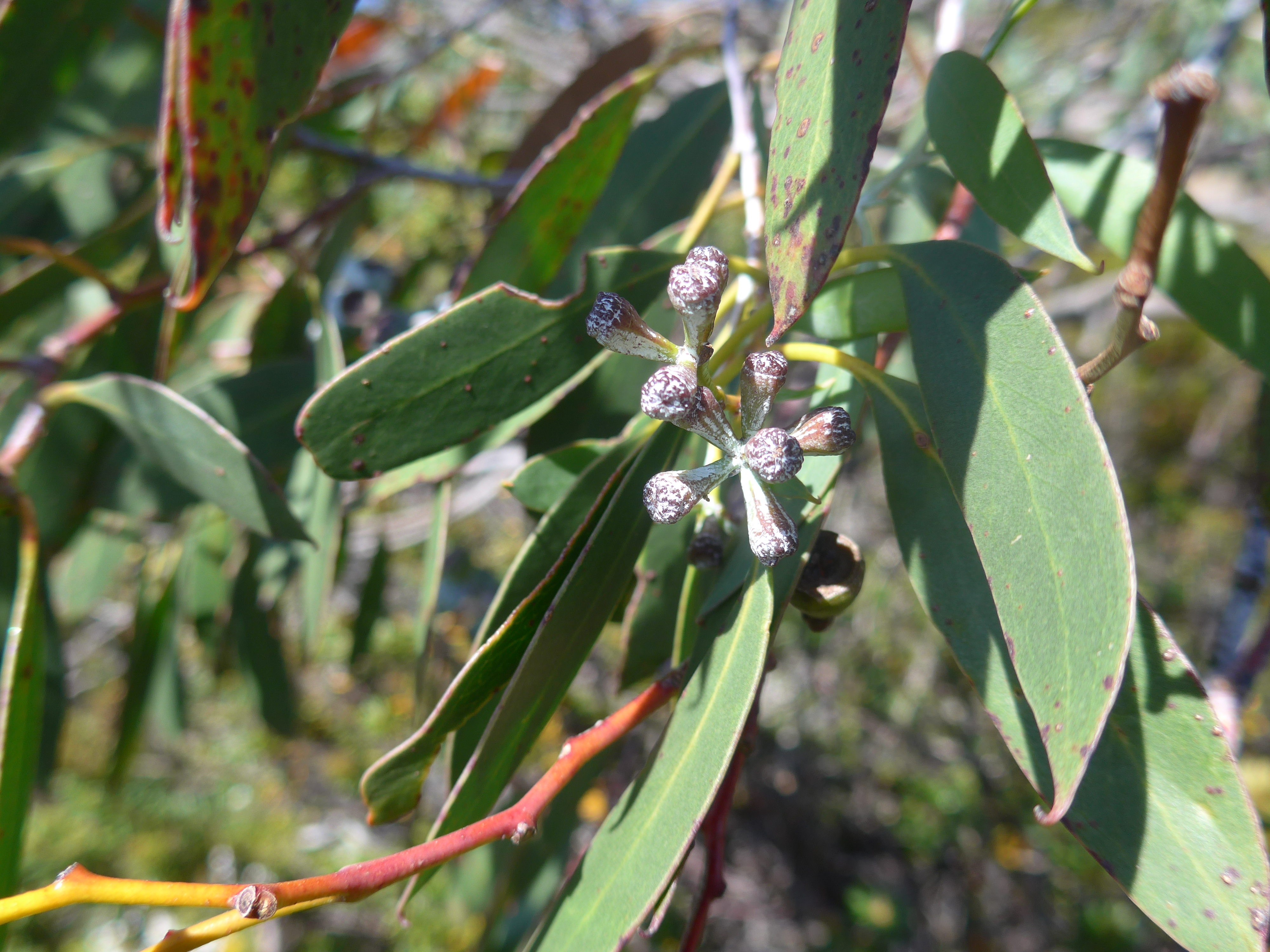